# Šimon a Matouš jedou na riviéru
Šimon a Matouš jedou na riviéru (italsky Simone e Matteo, Un Gioco Da Ragazzi) je italský komediální film, který v roce 1975 natočil režisér Giuliano Carmineo.

## Děj
Šimon a Matouš, dva dlouhodobě nezaměstnaní, musí z důvodu velmi špatné finanční situace přijmout práci jako řidiči kamionu. Hned první zakázkou je dovoz „sprejových bombiček“ z Itálie do Marseille. Nic netušící dvojice až na hranicích zjistí, že místo sprejových bombiček veze náklad zbraní. Celou dobu je sleduje skupinka gangstera Fru-Frua, která se chce zbraní zmocnit. Když její plán nevyjde, Šimon a Matouš od původních objednavatelů získávají další zakázku, převézt kamion s nákladem sezamového oleje do Dakaru. Až na lodi zjistí, že byli opět podvedeni a chtějí svrhnout náklad do moře. To se samozřejmě nelíbí těm, kteří jim náklad svěřili a tak se rozpoutá honička s efektními bitkami. Šimon s Matoušem nakonec mafiány přemůžou. Náklad i gangstery pak vystaví v kamionu, tak aby celníci neměli pochybnost. Peníze, které od šéfa za zbraně a přepravu získali však při útěku před policií ztratí v moři. Jsou tak nuceni zůstat v Africe, kde se s nimi divák setká ve filmu Šimon a Matouš.

## Obsazení
| Paul L. Smith     | Šimon                |
| Antonio Cantafora | Matouš               |
| Tony Norton       | Fru-Fru              |
| Dominic Barto     | Lucky                |
| Giuliana Calandra | Rosy                 |
| Angel del Pozo    | Steward              |
| Emilio Messina    | Jean                 |
| Nello Pazzafini   | Francouzský námořník |